# Кілікія
Кілікія (вірм. Կիլիկիա, грец. Κιλικία) — історична область в південно-східній частині малоазійського півострова, що виходила до північно-східного узбережжя Середземного моря.
У II тисячолітті до н. е. входила до Хетського царства, з XII по VI століття до н. е. на території Кілікії існувало кілька незалежних царств (Хілакку, Ку'е, Пірінду), з VI ст. до н. е. утворилося єдине Кілікійське царство. Але невдовзі Кілікія добровільно підкорилася перській державі Ахеменідів. У 333 до н. е. її завоював Олександр Македонський. У 297 до н. е. — 190 до н. е. перебувала під владою Селевкідів. У 102 до н. е. була завойована Римом, остаточний спротив подолано у 67 до н. е.

У середні віки була об'єктом боротьби між Візантією, арабами і сельджуками. З 1080 по 1375 в Кілікії існувала Кілікійська вірменська держава, згодом захоплена мамлюками. У 1515 була завойована турками-османами.

## Історія
Вперше назва «Кілікія» зустрічається в ассирійських написах (Hilakku) як позначення «Кілікії Суворої» Кілікія простяглася від Памфілійської затоки на схід до Аманських гір (нині Джебель Берекет), що відокремлюють від неї північну Сирію (Коммагену); на північ — до хребта Тавр, що відділяв її від Лікаонії і Каппадокії і наповнює своїми південними відрогами всю західну частину Кілікії. У східній частині Кілікії Таврські гори перерізають «Кілікійські ворота» (нині Гелека Богаз), Ларандський і Середній перевали. Західна частина Кілікії називалася «суворою» (грец. Κιλικία τραχεΐα), або Кетідою, східна — низовинна, рівнинна (грец. Κιλικία πεδιάς). «Сувора» Кілікия, з потужним Імбарским хребтом, впирається на півдні в Середземне море. Її прорізає із заходу на схід річка Калікадн (нині Гуєк-Су), що впадає в море біля Сарпедонського мису (нині Лісан). Тут багато бухт, що служили гаванями для прибережних міст.
Біля річки Калікадн цар Селевк I Нікатор, засновник династії Селевкідів, побудував місто Селевкію (Трахіотиду) яка процвітала до римського часу. У Кілікії також знаходилось велике місто Тарс яке порівнюють з Вавилоном, побудованим ассирійцями. Тут була столиця країни і резиденція царів. Суперник Тарса — місто Адана — лежало на правому березі Сара. Коло Ісської затоки знаходилося знамените, здобуте у 333 до н. е. Олександром Великим, місто Ісс, від якого два перевали вели до Сирії (Аманский і Кілікійський — сирійські ворота).
На диких вершинах Гамана ще до часів Цицерона жили залишки найдавнішого населення Кілікії — елевферокілікі. Давні письменники хвалили родючість Кілікійської рівнини, що в достатку давала виноград, сезам, просо, пшеницю і ячмінь. Славилися кози Кілікії — ймовірно, однієї породи з ангорськими. Країна виробляла багато шафрану, гарні ізюмні вина, гранати. Жителі Кілікії були дуже волелюбні і лише номінально підкорялися персам Селевкідів і з 63 до н. е. римлянам, які власне, тримали в покорі лише рівнинну Кілікію. Кілікійці завжди відзначалися сміливістю і звичкою до моря; справжнім кублом морських розбійників стала Кілікія під час міжусобиць між Селевкідами. До того часу належить виникнення грецької приказки: «три найгірші слова на літеру К — каппадокійці, критяни й кілікійці». У I столітті до н. е. розбої до того посилилися, що навіть береги Італії були під загрозою кілікійців; вони зайняли гавань Риму — Остію, спалили тамтешні кораблі і перекрили шлях постачання хліба з Сицилії і Єгипту в Рим. Покласти край їхнім розбоям вдалося тільки Помпеєві.
При Тиграні II (95-56 до н. е.) Кілікія на короткий час увійшла до складу Великої Вірменії. У свій час Кілікією керував Цицерон. Листи його показують, які неспокійні і неприборкані все ще були ці горяни. При Феодосії Великому Кілікія поділялась на 1-у і 2-у Кілікію, з головними містами Тарс і Аназарб. Довгий час Кілікія перебувала під управлінням Східної Римської імперії (Візантії) (з 395 по 1080 роки).
Після початку наступу сельджуків на ці землі утворюється незалежна вірменська держава. Візантії у XII столітті часом вдавалося повернути собі володіння в Кілікії, але вже після 1180 візантійському пануванню був покладений край. З 1080 до 1375 на території Кілікії знаходилося вірменське Кілікійське царство. У 1375 захоплена єгипетськими мамлюками. Гірська Кілікія була захоплена Османською імперією у XV столітті, рівнинна Кілікія підкорилася туркам у 1515. У 1915 році, під час геноциду турками, вірмени Кілікії зазнали депортації в Дейр-ез-Зор.